# نجارمحله
نجارمحله، روستایی از توابع بخش دشت‌سر شهرستان آمل در استان مازندران ایران است.

## جمعیت
این روستا در دهستان دشت‌سر شرقی قرار دارد و براساس سرشماری مرکز آمار ایران در سال ۱۳۸۵، جمعیت آن ۸۴۱ نفر (۲۳۸خانوار) بوده‌است.